# Kinga Burza
Kinga Burza är en polsk-australisk musikvideo-regissör.

## Biografi
Burza föddes i Kraków i Polen och växte upp i Sydney och Melbourne i Australien innan han flyttade till London 2005 där han skrev kontrakt med filmproduktionsbolaget Partizan, där bl.a. Michel Gondry var signad.
Burza tog sin bachelors of arts vid University of New South Wales innan hon studerade vidare inom teater och film på UTS i Sydney. Under studietiden började hon göra amatörvideor åt hennes dåvarande pojkvän Jack Ladder och andra vänner inom musikindustrin.
Sedan hon flyttade till Storbritannien har hon gjort videor åt bland andra The Thrills, The Rakes, Calvin Harris, Kate Nash, Ellie Goulding och Katy Perry.
Burza nominerades till "bästa nya regissör" vid CAD Awards 2007 och vann en Young Gun-utmärkelse för Kate Nashs Foundations samma år.
Både Foundations och Katy Perrys I Kissed A Girl har nått förstaplatsen på billboardlistorna.

## Videografi
2005
- Jack Ladder – up
- Jack Ladder – Black Hole Blues

2006
- M.Craft – You Are The Music
- M.Craft – Sweets
- Tilly and the Wall – Sing Songs Along

2007
- Kate Nash – Caroline's a Victim
- The Rakes – We Danced Together
- The Teenagers – Homecoming
- Kate Nash – Foundations
- The Thrills – Teenagers
- Calvin Harris – Merrymaking at My Place
- Kate Nash – Mouthwash
- Kate Nash – Pumpkin Soup

2008
- Ladyhawke – Back of the Van
- Katy Perry – I Kissed A Girl